# Sedrina
Sedrina település Olaszországban, Lombardia régióban, Bergamo megyében. Lakosainak száma 2316 fő (2023. január 1.). Sedrina Val Brembilla, Ubiale Clanezzo, Sorisole, Villa d’Almè és Zogno községekkel határos.

## Népesség
A település lakossága az elmúlt években az alábbi módon változott:
| Lakosok száma | 2475 | 2465 | 2316 |
|               | 2017 | 2018 | 2023 |